# Calima (meteorología)
La calima o calina es un fenómeno meteorológico consistente en la presencia en la atmósfera de partículas muy pequeñas de polvo, cenizas, arcilla o arena en suspensión. Cuando ocurre por efectos del polvo, sales (sodio) o elementos propios del ambiente, se conoce como calima tipo "A"; cuando se produce por episodios especiales, como incendios forestales u otros sucesos de carácter contaminante, se denomina calima tipo "B".

## Origen
Su origen está en las partículas de vapor de agua con partículas de sales procedentes de las aguas marinas y, en muchos casos, por el humo y cenizas de los incendios. También puede deberse a las tormentas de arena, fenómeno frecuente en los países del Mediterráneo, en las islas Canarias y otras zonas.
En el caso de las tormentas de arena, las partículas tienen unas dimensiones muy heterogéneas, precipitándose las de mayor tamaño no muy lejos de la fuente y continuando las más finas a grandes distancias transportadas por el viento siroco hasta las islas Canarias. Ocasionalmente remanentes de estas tormentas alcanzan  América del Norte, en la  región del Caribe y este de los Estados Unidos, llegando con los anticiclones veraniegos y por los vientos alisios. Puerto Rico y las Antillas Menores son los más afectados por estas tormentas cada verano.
En algunos casos se debe a la emisión de contaminantes en las zonas urbanas, fenómeno conocido como esmog.

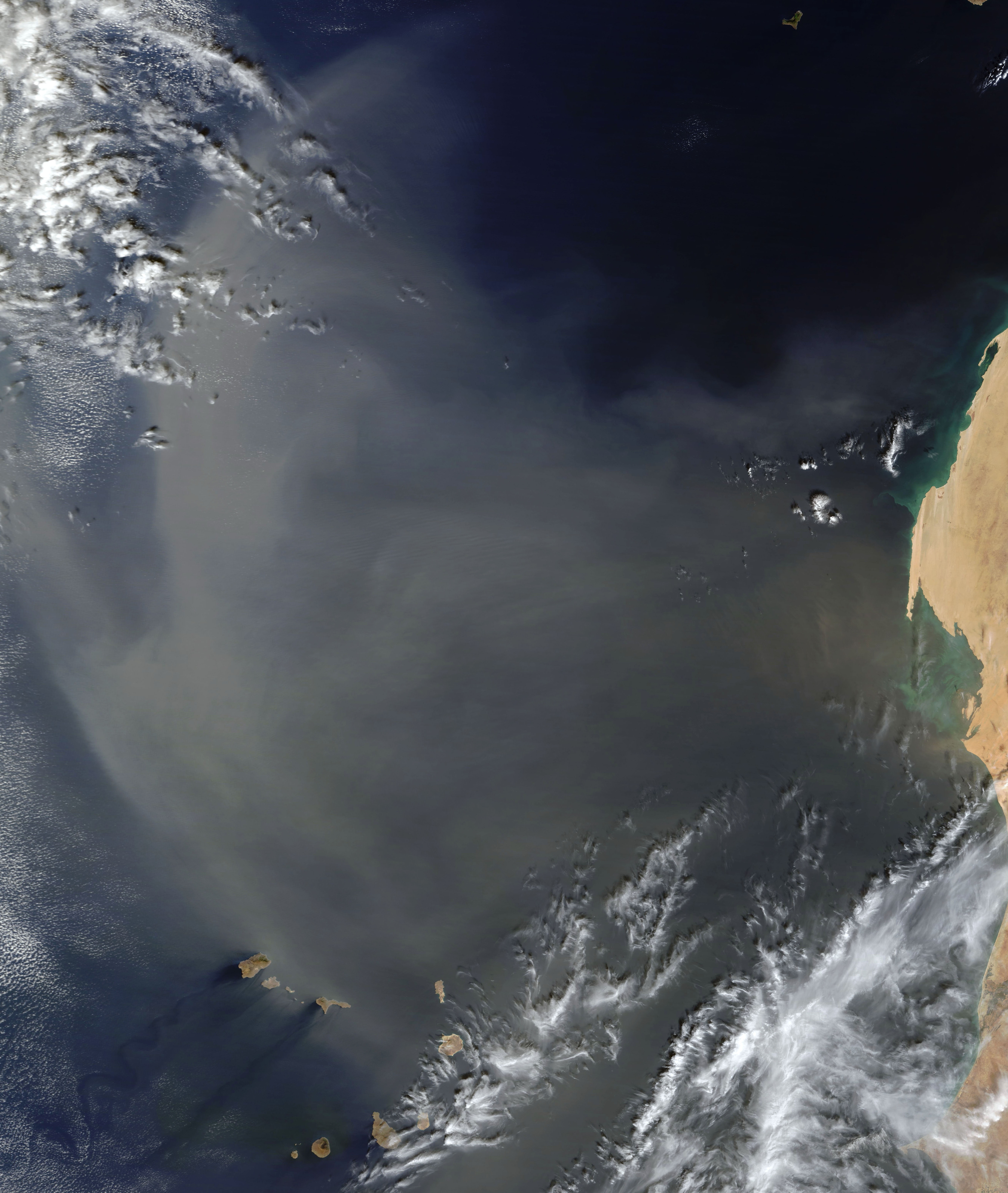
Tormenta de arena y polvo, procedente del Sáhara, llegando a las islas de Cabo Verde
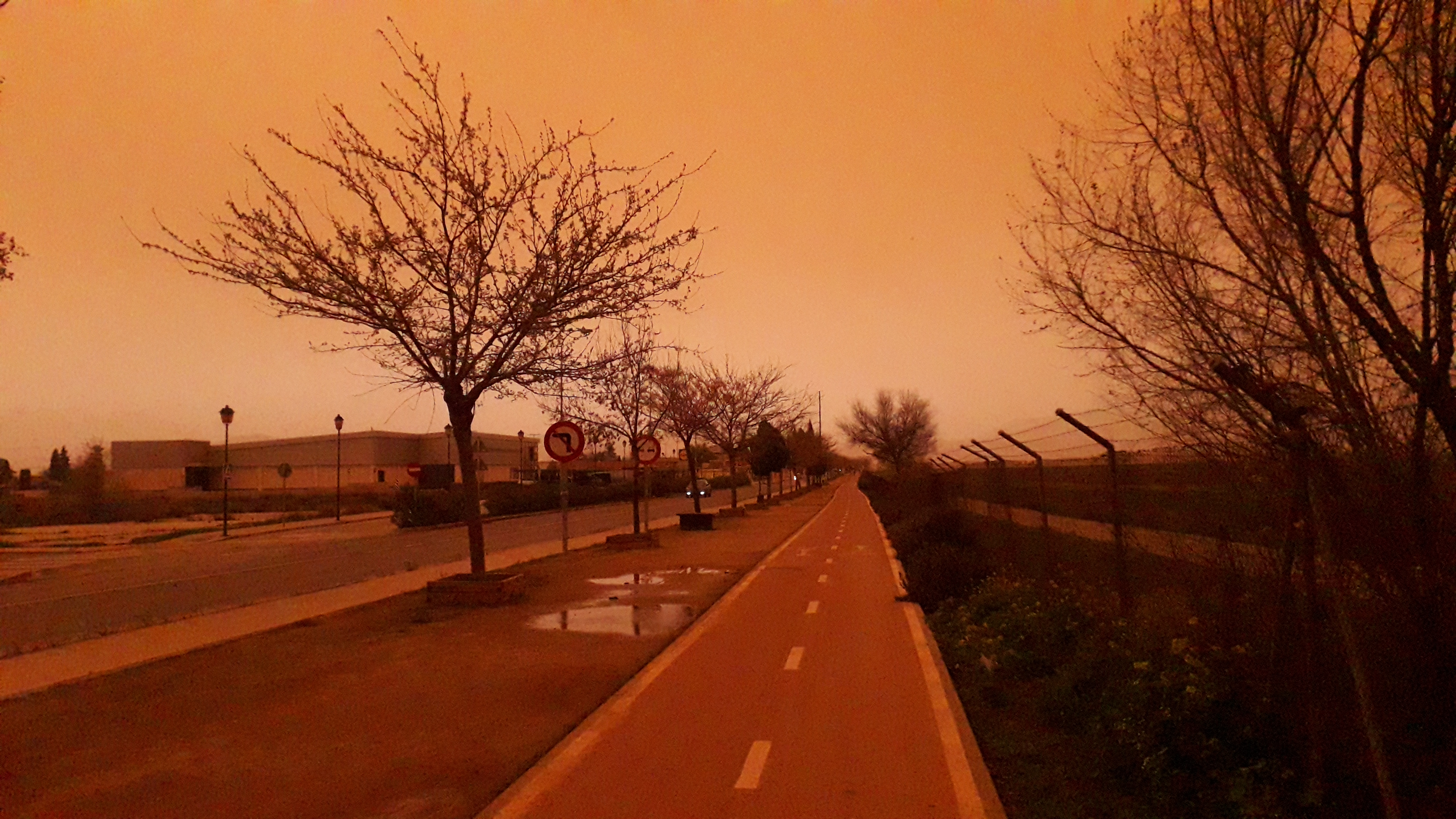
Calima en la Vega de Granada
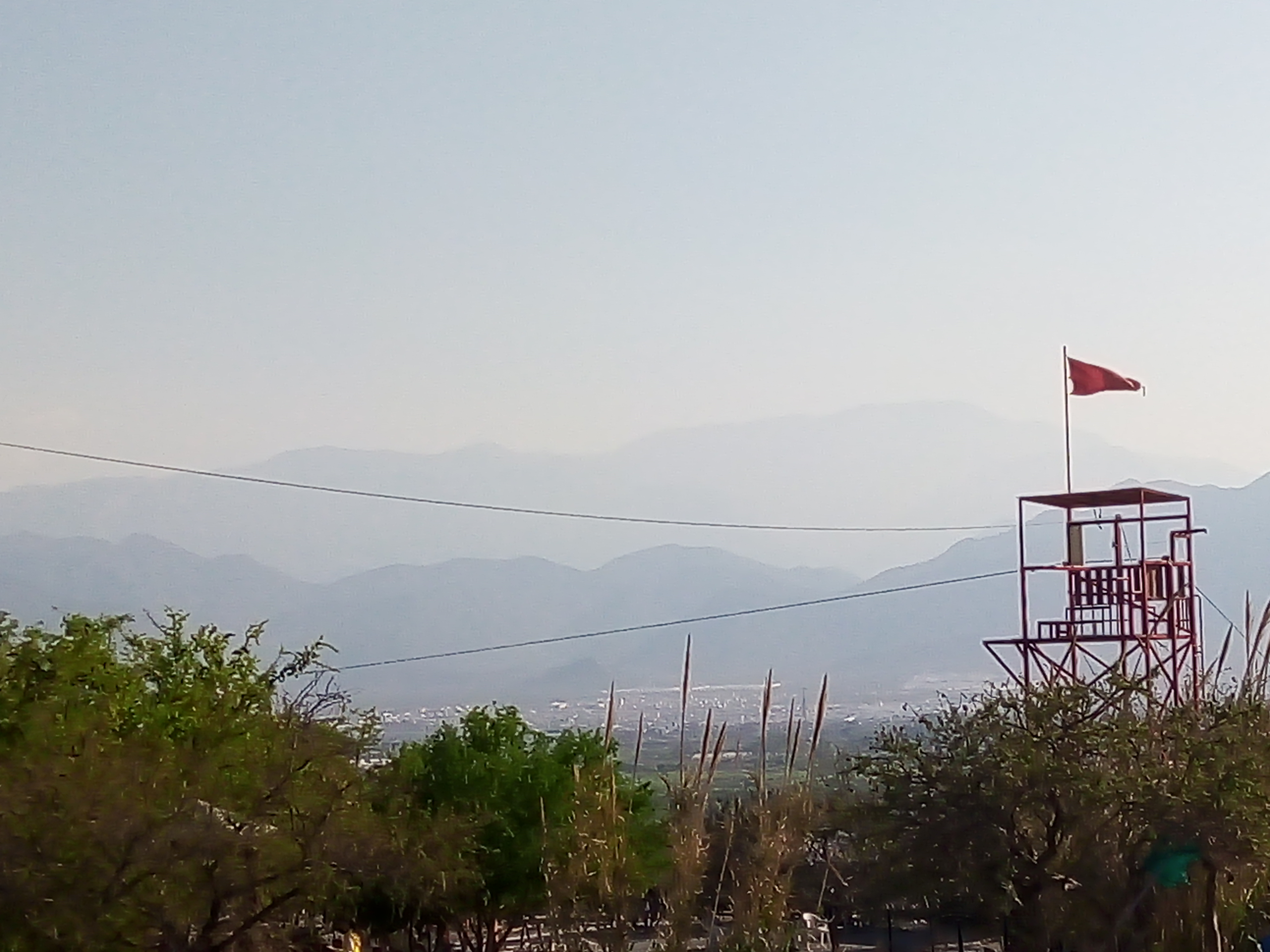
Calima por humo de incendios forestales en Monterrey, México
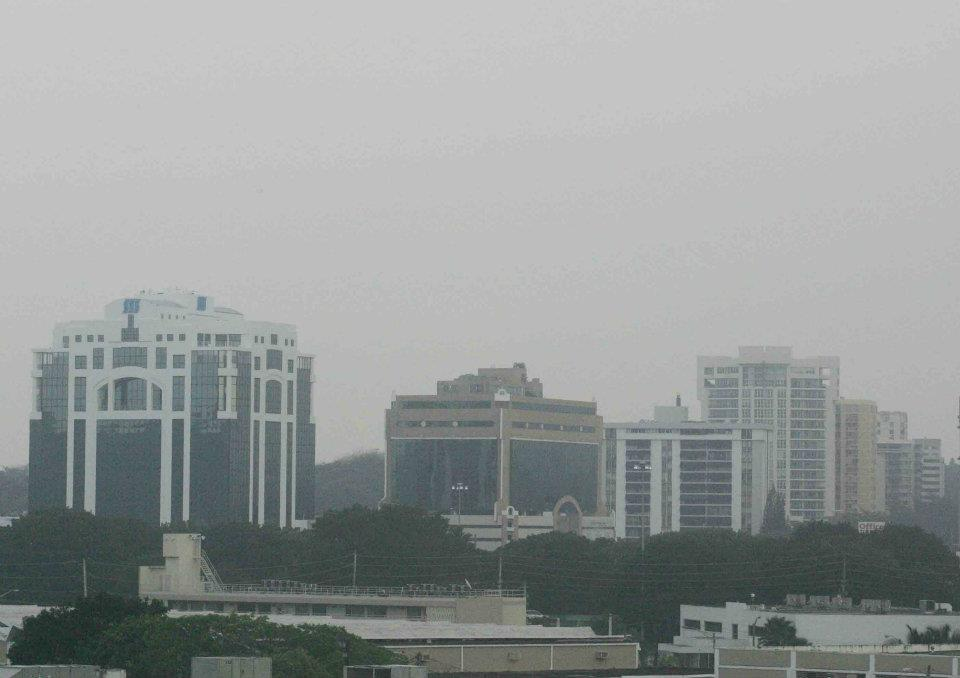
Cielo con polvo del Sáhara en Puerto Rico
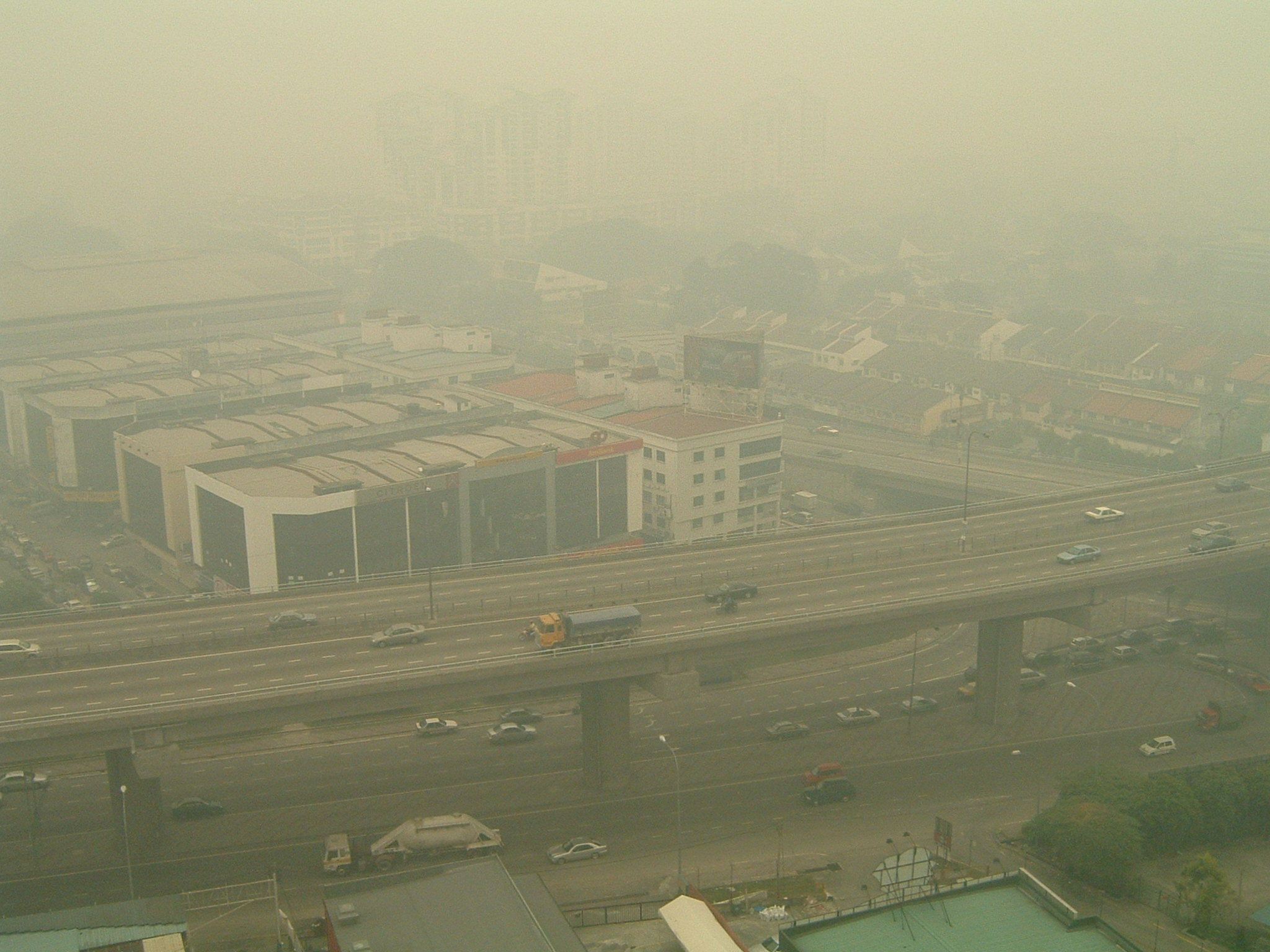
Calima en Kuala Lumpur (Malasia) por causa de la contaminación

## Efectos
Produce una disminución en mayor o menor medida de la visibilidad. Si es persistente o abundante puede afectar al sistema respiratorio.
| |                             |
| Monte Lentiscal con el cielo despejado. | Monte Lentiscal con calima. |
| Fotografías tomadas en el mismo sitio (barrio de Las Meleguinas de Santa Brígida, Gran Canaria, España) a la misma hora y con 5 días de diferencia (enero de 2005). |                             |

## Símbolo meteorológico
| Símbolo | Número | Descripción en inglés | Descripción castellana | Descripción en alemán |
| ------- | ------ | --------------------- | ---------------------- | --------------------- |
|         | 05     | Haze                  | Calima o calina        | Trockener Dunst       |